# 외접 사각형

외접 사각형(영어: tangential quadrilateral)은 사각형의 네 변이 모두 한 원에 접하는 사각형이다.
즉, 외접 사각형이란 내접원을 가지는 사각형을 말한다. 모든 삼각형은 내접원을 가지지만, 사각형에 대해서는 이가 성립하지 않는다. 예를 들어, 마름모는 내접원을 가지지만, 정사각형이 아닌 직사각형은 내접원이 존재하지 않는다.

## 성질

피토 정리에 의해, 마주보는 각변의 길이의 합이 같다. 즉, {\textstyle AB+CD=BC+DA}이며,
임의의 볼록사각형에 대해 위가 성립하면 그 사각형은 외접 사각형이다.

외접사각형의 넓이는 다음과 같이 구할 수 있다.
사각형의 넓이를 {\textstyle K}, 각 변의 길이를 {\textstyle a,b,c,d}, 내접원의 반지름을 {\textstyle r} 이라 할 때{\displaystyle {\begin{aligned}K&=r\cdot {\frac {a+b+c+d}{2}}=r(a+c)=r(b+d)=rs\\&={\sqrt {abcd}}\ sin({\frac {A+C}{2}})={\sqrt {abcd}}\ sin({\frac {B+D}{2}})\\\end{aligned}}}이에 의해 항상 {\textstyle K\leq {\sqrt {abcd}}}이며, 넓이는 내접사각형일 때 최대이다.

## 참조
1. ↑  Pritsker, Boris (2017년 9월 13일). 《Geometrical Kaleidoscope》 (영어). Courier Dover Publications. ISBN 978-0-486-81241-0.